# Mesterszállás
Mesterszállás is een plaats (község) en gemeente in het Hongaarse comitaat Jász-Nagykun-Szolnok. Mesterszállás telt 823 inwoners (2002).